# 幻想三國誌5
幻想三國誌5是由宇峻奧汀以及鳳凰遊戲合作於2018年4月25日發行的幻想三國誌系列續作。遊戲平台為PC，並在上市後更新內容，加入全新製作的劇情語音。

## 故事情節
此次故事背景設定為三國後期，時間綫為幻想三國志4結局的6年後，此時魏蜀吳三國皇帝分別為曹丕、劉禪以及孫權。主角嚴朔，字墨淵，為蜀漢將軍嚴顏之子。嚴顏奉命鎮守於蜀漢南部邊境的禹陵村以防止南蠻犯境。主角登場時為嚴顏去世三年後，在禹陵村父母墳前解救下受天若宮追捕的渝蒙部落神女鐵馥雪。在守孝三年後準備返回成都前，禹陵村終被南蠻攻陷，嚴朔亦與鐵馥雪失散以及暈倒，被關興、張苞以及慕容妍救回成都。醒來後被其義兄劉禪委任為武將，參與各項任務。

## 角色

### 主要角色
嚴朔
字墨淵，嚴顏之子。劉禪之義弟。正性海神玄冥之轉世，負性海神玄京之孿生弟。與鐵馥雪、慕容妍有感情綫。主武器為大劍，副武器為長槍。
鐵馥雪
原渝蒙部落神女。與嚴朔有感情綫。主武器為笛子，副武器為琵琶。
計蒙
東海龍王幼子，年紀約三百歲。主武器為長矛，副武器為龍珠。
慕容妍
外號「慕容神仙」，原為外族遷居中原後代，精通醫術，但廚藝十分差。與嚴朔有感情綫。主武器為扇子，副武器為鏡子。
夜穹音
昭烈帝劉備所立暗中保衛皇帝劉禪及受其差遣的秘密部隊「暗梟」衛隊之首領，一直暗戀蜀漢皇帝劉禪。主武器為雙鐮刀，副武器為弓箭。
蘭暘
洛陽裴家商行主人裴戚寶之僱傭保鑣，負性海神玄京之轉世，正性海神玄冥之孿生兄。主武器為長劍，副武器為劍。化名為殤，挑撥劉禪與嚴朔關係。
玥兒
九尾狐，家人被司馬懿所害，從而加入主角隊伍，與殊臣為歡喜冤家。主武器為鞭子，副武器為環刃。
殊臣
表面上為東吳一俊朗青年，因廣陵郡戰事而與主角結成好友，加入主角隊伍，與玥兒為一對歡喜冤家，跟徐盛結交。真實身份為神獸白澤。主武器為書簡，副武器為符咒。

### 蜀
劉禪
字升之，劉備之子，蜀漢第二任皇帝。表面上為劉備之子，實際上是糜夫人婢女之子，於長阪坡時候為了保住真正的劉禪而被交換，長大後成為蜀漢第二任皇帝劉禪。
諸葛亮
字孔明，蜀漢丞相。精通玄術。
關興
字安國，關羽次子，蜀漢將軍。張苞之義弟，為人冷靜樂觀，以忠義為重。
張苞
張飛之子，蜀漢將軍。關興之義兄。為人勇猛果敢，有其父之風。
鄧芝
字伯苗，蜀漢將領、軍師。為人正直而又明事理。
蘇袖
蜀漢將軍，幻想三國志4主要人物。
南宮毓
成都大夫，南宮醫館家主，慕容妍表哥。幻想三國志4主要人物。
趙雲
字子龍，於過去世界中的長阪坡出現，為救糜夫人以及劉禪而七進七出。

### 吳
孫權
字仲謀，東吳皇帝。玉龍璽之主人。
陸遜
字伯言，東吳大都督、輔國將軍、江陵侯。善於兵法，長於奇謀，為人懶惰，喜愛睡大街，與孫桓互為好友。
孫桓
字叔武，孫河之子，官拜東吳安東中郎將。與陸遜互為好友。
徐盛
字文嚮，官拜東吳安東將軍。智勇膽大，擅長以寡勝眾。與殊臣互為好友。

### 魏
司馬懿
現任天若宮之主，徐庶師弟，水鏡先生司馬徽弟子之一，曹魏丞相。本作反派之一。
曹植
字子建，魏國皇帝曹丕之弟，裴清好友，因兄長威脅，故作玩樂之狀，玩世不恭。
姜維
字伯約，曹魏將軍，對司馬懿十分不滿。
裴清
字戚寶，裴家商行老闆。司馬懿之弟子。

### 南蠻
孟獲
南蠻首領，妻子為火揚。最終被諸葛亮收復。
火揚
孟獲妻子，精通玄術。

### 護凰血族
月姬
護凰血族族長。曾經在一世協助呂后。玄京愛人。
春鈴
護凰血族春使。
夏湄
護凰血族夏使。
秋襲
護凰血族秋使。

### 其他角色
勾芒
掌管樹木的神祗。
伶葉
勾芒之徒弟。
黎希
使東吳防綫失守之元兇，計蒙之表哥。
蒼冥
計蒙之老大，雪貅族。

## 外部鏈接
- 幻想三國志5官網 （页面存档备份，存于）